# Chris O'Loughlin
Chris O'Loughlin (né le 6 août 1978 à Belfast en Irlande du Nord) est un footballeur nord-irlandais devenu ensuite entraîneur.

## Palmarès
- Champion de RD Congo en 2010 avec l'AS Vita Club